# Heteromorphie
Heteromorphie (von griechisch heteros „der andere; der eine von beiden; von anderer Art“ und μορφή, morphé = Gestalt, Form) bezeichnet allgemein die Verschiedengestaltigkeit einer Sache in Form und Aussehen.
In der Chemie versteht man hierunter das Phänomen, dass bei Mischkristallen aus manchen Salzen das im Überschuss vorhandene dem anderen sein Kristallsystem aufzwingt.
In der Biologie spricht man von heteromorphen Arten, wenn diese unabhängig von genetischen Faktoren unterschiedliche Wuchsformen aufweisen. Beim heteromorphen Generationswechsel unterscheiden sich geschlechtliche und ungeschlechtliche Generation im Aussehen.